# 地球アドベンチャー 冒険者たち
『地球アドベンチャー 冒険者たち』とは、NHK BSプレミアムで2013年に放送されていた自然ドキュメンタリー番組である。

## 概要
この番組では、自分を表現できる手段を持つ冒険者が、秘境や大自然を旅するもので、現地への“リアル”な旅に、歴史やその他の文化を重ね合わせて冒険することで、“新しい何か”を見つけていくものである。

## 放送時間
- 毎週土曜日 19時30分-21時